# Tournoi de go de Göteborg
Le tournoi de go de Göteborg est un des plus grands tournois de Suède de jeu de go avec celui de Leksand
Ce tournoi est considéré comme l'un des plus grands d'Europe et notamment en tant qu'épreuve régulière de la Coupe européenne de go
À partir de 2011, Pandanet a décidé de sponsoriser le Championnat européen de go par équipes et a donc mis fin au support de la Coupe européenne de go.